# Пищулин, Виктор Иванович
Виктор Иванович Пищулин (1907—1983) — советский государственный деятель.

## Биография
На 1942 год — заместитель начальника Красноярского краевого земельного отдела. В 1949 году секретарь Красноярского краевого комитета ВКП(б).
Председатель Пензенского облисполкома в 1955—1961 гг.
Руководил Пензенским облисполкомом при Первом секретаре Пензенского обкома КПСС Сергее Бутузове.
Умер 13 октября 1983 года.
Похоронен в Пензе на Новозападном кладбище.

Могила В. И. Пищулина

## Награды
- Орден Ленина (31.03.1949)
- Орден Трудового Красного Знамени (1957)
- Орден «Знак почёта» (1942)